# Laomedea calceolifera
Laomedea calceolifera is een hydroïdpoliep uit de familie Campanulariidae. De poliep komt uit het geslacht Laomedea. Laomedea calceolifera werd in 1871 voor het eerst wetenschappelijk beschreven door Hincks. 